# Ceratoclasis
Ceratoclasis là một chi bướm đêm thuộc họ Crambidae.

## Các loài
- Ceratoclasis avilalis Amsel, 1956
- Ceratoclasis cyclostigma (Dyar, 1914)
- Ceratoclasis delimitalis (Guenée, 1854)
- Ceratoclasis discodontalis (Hampson, 1899)
- Ceratoclasis imbrexalis (Walker, 1859)
- Ceratoclasis lehialis (Druce, 1899)
- Ceratoclasis metatalis Möschler, 1890
- Ceratoclasis sulpitialis Swinhoe, 1906
- Ceratoclasis tenebralis Snellen, 1875